# Dawno temu w Chinach 5
Dawno temu w Chinach 5 (chiń. upr. 黄飞鸿之五龙城歼霸; chiń. trad. 黃飛鴻之五龍城殲霸; pinyin Huáng Fēihǒng Zhī Wǔ Lóng Chéng Jiān Bà; jyutping Wong4 Fei1-hung4 Zi1 Ng5 Lung4 Sing4 Cim1 Baa3) – hongkoński film akcji z 1994 roku w reżyserii Tsui Harka z Vincentem Zhao w roli chińskiego mistrza wschodnich sztuk walki Wong Fei Hunga.

## Obsada
- Vincent Zhao jako Wong Fei Hung
- Rosamund Kwan jako „ciotka” Yee
- Max Mok jako Leung Foon
- Kent Cheng jako „Porky” Wing
- Roger Kwok jako „Bucktooth” So
- Hung Yan-yan jako Clubfoot
- Jean Wang jako „ciotka” May
- Lau Shun jako Wong Kei-ying
- Tam Bing-man jako Boss
- Yee Tin-hung jako Devil Cheung
- Elaine Lui jako „Jednooki” Ying
- Zhang Tielin jako naczelnik policji
- Stephen Tung jako Junior Cheung
- Dion Lam jako Latająca Małpa
- Sam Hoh jako pirat
- Lau Siu-ming jako pirat

## Fabuła
Akcja filmu rozgrywa się tuż po wydarzeniach przedstawionych w poprzedniej części. Kiedy zachodnie wojska zajmują Pekin, Wong Fei Hung oraz jego towarzysze powracają do Foshan w południowych Chinach i przygotowują się do wyjazdu do Hongkongu (wówczas kolonii brytyjskiej). W międzyczasie Hung wdaje się w miłosne relacje z „ciotką” Yee i „ciotką” May.
Po przybyciu do Hongkongu dowiadują się, że władze uciekły z miasta razem z publicznymi pieniędzmi, a na miejscu pozostawiły jedynie garnizon wojskowy bez funduszy i zaopatrzenia. Na dodatek sytuację pogarsza obecność piratów, którzy terroryzują wybrzeże i blokują drogi morskie. Wong i jego towarzysze postanawiają stworzyć lokalne siły porządkowe do zapobiegania przestępczości. Stają też do walki z piratami, których ostatecznie pokonują. Później Wong wraz z rodziną decyduje się pozostać w Hongkongu, by pomóc nowym władzom w utrzymaniu pokoju i bezpieczeństwa.

## Box office
Chociaż film otrzymał więcej pozytywnych recenzji niż poprzednia część, to zarobił od niej znacznie mniej, bo jedynie 4 902 426 dolarów hongkońskich, podczas gdy Dawno temu w Chinach 4 przyniósł ponad 11 000 000.